# Baldur (Schiff, 1924)
Die Baldur war ein Kabinenschiff mit Heimathafen Berlin.

## Geschichte
Der Verein „Grüne Heimat“ in der Breiten Straße 36 in Berlin ließ 1924 auf der Naglo-Werft ein Kabinenschiff mit 200 Betten bauen. Das 300.000 Mark teure Motorschiff sollte den Fahrgästen die Möglichkeit bieten, Mehrtagesausflüge von Berlin aus zu unternehmen und bereits den Tagesanbruch außerhalb der Großstadt zu erleben. Dem Unternehmen war allerdings nicht viel Erfolg beschieden. Laut Kurt Groggert wurde das Schiff nach mehreren Eignerwechseln um die Mitte der 1930er-Jahre nach Brandenburg an der Havel verkauft. Laut Uwe Gieslers Datenbank war das Schiff mit einem 70-PS-Dieselmotor versehen und ab 1936 in Brandenburg gemeldet, nachdem es aber schon 1930 zu einem Eignerwechsel innerhalb Berlins gekommen war. Auf der Werft der Gebr. Wiemann wurde es zur schwimmenden Jugendherberge umgebaut. Diese Veränderung soll 1937 stattgefunden haben. Die Nutzung in den nachfolgenden Jahren sei unklar; nach dem Krieg habe sich das Schiff in Coswig an der Elbe gelegen und sei dann in die Schiffswerft in Dresden-Laubegast gebracht worden, um dort zum Wohnschiff des WSA umgebaut zu werden. Danach war es, so Giesler, möglicherweise dem WSA Halle zugeordnet. Seine weiteren Schicksale seien nicht zu rekonstruieren gewesen.